# 響 〜小説家になる方法〜
『響 〜小説家になる方法〜』（ひびき しょうせつかになるほうほう）は柳本光晴による日本の漫画作品。『ビッグコミックスペリオール』（小学館）にて、2014年18号から2019年21号まで連載された。コミックスの累計発行部数は233万部を突破している。
2017年、マンガ大賞2017大賞を受賞。
2018年9月14日、『響 -HIBIKI-』のタイトルで実写映画が公開。

## あらすじ
文芸業界が出版不況に苦しむ中、現状の厳しさを嘆く小論社の文芸雑誌「木蓮」編集部に、応募要項を一切無視した新人賞応募作が届く。誰にも読まれることなく破棄されるはずだったその作品に一人の編集者が目をとめたことから、文芸の世界は変わり始める。

### 第1巻 - 第4巻：新人賞受賞
作者の連絡先さえない新人賞応募作が木蓮編集部に届いた。「鮎喰響」という作者の名前しか分からない『お伽の庭』は、紛れもない傑作だった。作者が分からないことには出版できない。文芸誌編集者・花井ふみはどうにかこれを世に出そうと響を探して奔走する。
作者の響は高校に入学したばかりの15歳の少女だった。どこまでも自分の考え、やり方を貫き周りと衝突してしまう。文芸部で本の並べ方を部長の祖父江凛夏と言い争いになり、本棚を倒してしまう。
『お伽の庭』はそんな自分の価値観を確かめるために書いた作品であったが、彼女には並外れた感性と才能があった。一時は要項不備のためお蔵入りしかけるが、高名な小説家・祖父江秋人を父に持つ凛夏を通じて響と花井は接触し、『お伽の庭』は木蓮新人賞を受賞した。
響は小説を通じ様々な人々と出会うが、その姿勢は変わらない。無難な作品しか書けなくなった芥川賞作家に正面からつまらないと言い放ち、喧嘩を売ってきた新人賞同期受賞者を授賞式の壇上で殴打する。騒動を起こしながらも、その圧倒的な才能で人々の生き方を変えていく。

### 第4巻 - 第6巻：芥川賞・直木賞同時受賞
凛夏は二世・現役女子高生作家として小説家デビューして『四季降る塔』を発表し、20万部発行され一躍有名人になる。しかし響は正直にその作品をつまらないと言い喧嘩になってしまう。凛夏は芥川賞候補作の発表で響に勝負を持ちかけるが、響の『お伽の庭』が芥川賞・直木賞に史上初・最年少ダブルノミネートされる一方、凛夏は候補に挙がらなかった。嫉妬が爆発し凛夏は思わず友達でないと響に暴言を吐いてしまうが、響はそれを本心じゃないと理解していて、2人は仲直りする。
史上最年少・史上初のダブルノミネート、さらに同時受賞まで成し遂げてしまった響の周囲は騒がしくなるが、響は賞に興味を示さず一切の取材を拒否し、ここでも彼女は自身の姿勢を変えない。しつこく付け回す週刊誌の記者のカメラを壊して自宅に乗り込んで脅迫し、フードで顔を隠して出席した受賞会見では花井に暴言を吐いた記者にマイクを投げつけ、フードを引き剥がそうとした記者を蹴り飛ばした挙句会見場の窓から逃走してしまう。その帰りに芥川賞受賞を4度目のノミネートで逃し、絶望で踏切自殺しようとした山本春平と出会う。駄作しか書けないから自殺するという山本に、響は自殺させないために線路内に留まり、非常停止ボタンを駅員が押し、寸前で電車は止まる。響の言葉に押され、山本は生きて小説家を続ける決意をした。

### 第6巻 - 第8巻：テレビ局襲撃
4月を迎え、響は2年生になった。『お伽の庭』は発売から2か月で170万部刷られ社会現象とまでなったが、響がその作者であることを知る者は凛夏、そして文芸部新入部員・柊咲希らごく一部であり、世間で「響」の素性は謎のままだった。一方響の性格・行動は変わらず、喧嘩を売ってきた新入部員を半殺しにするなど彼女らしく過ごしていた。
以前響はラノベを執筆している文芸部員・関口花代子に、アドバイスのつもりでヴァンパイアをテーマにした小説『眠る月』を執筆していた。この小説を花代子は気に入り、出来心でラノベ大手のNF文庫新人賞に無断で投稿してしまう。『漆黒のヴァンパイアと眠る月』と花代子によって改題されたこの小説は大賞を受賞し、アニメ化まで決まって騒動になってしまった。盗作であるため取り下げと賞の辞退を申し出る響と花代子だったが、アニメ化のプロデューサー・津久井は花代子が不用意に「響ちゃん」と口にしたことと文体から『お伽の庭』の作者「響」だと見抜き、そのキャラに惚れ込んで響をアイドル化しアニメをゴールデン枠に持ってくることを企てる。彼女の性格を見越して無許可でドキュメンタリー番組を作成する津久井であったが、それを知った響は番組を潰すと宣言。収録現場にテレビ局の社長を人質にとって乗り込み、収録を中止しなければ社長の指を折ると脅迫する。無関係な社長を傷つけず、津久井を欺くために本当に自身の指を折り、ついに番組を中止に追い込んだのであった。

### 第9巻 - 第11巻：高校文芸コンクール
『漆黒のヴァンパイアと眠る月』は「響」の2作目として出版され、初版だけでも30万部になった。凛夏も2作目『竜と冒険』を発表。前作よりも好評だったが、またしても芥川賞ノミネートはならなかった。親友・響の真摯な慰め言葉に、凛夏は素直に感謝することができた。
『お伽の庭』の芥川賞・直木賞同時受賞から1年が過ぎ、山本が5度目のノミネートでついに芥川賞を受賞した。一方、文学部全員で応募した高校文芸コンクールに、響は2時間で書き上げた短編小説『11月誰そ彼』で最優秀賞（文部科学大臣賞）を受賞した。期日ギリギリまで粘って描き上げ、自信を持って臨んだが入賞もできなかった咲希は、芥川賞受賞会見で「何年も努力して書き続け、ただ小説のことだけ考えて、そうやって俺は芥川をとれた」と答える山本に、涙が溢れた。
一方、高校文芸コンクールの審査員たちは『11月誰そ彼』の作者・鮎喰響が「響」であることに気づいており、それは総裁選を控えた文部科学大臣・加賀美祥吾にも伝わる。話題作りのためそのことを世間に明らかにしようとする加賀美を、響は表彰式の壇上で殴り倒す。凛夏は響の正体がばれないよう、審査員に掛け合い受賞取り消しを取り付けるが、会場から離れようとしていた響は、マスコミの目前で一昨年・昨年の最優秀賞受賞者・藤代琴子に捕まってしまう。表彰式を誇りに思い、それをぶち壊しにした響を許せないという琴子に対し、響は自分の非を認めて謝罪し、彼女にだけ自分が「響」であることを耳打ちする。琴子は立ち去ろうとする響に思わず「私『お伽の庭』大好きです！」と声をかけてしまい、これにより謎の存在とされていた「響」の素性が世間に知られることとなった。
その後、響は『11月誰そ彼』を読んだ加賀美と和解したが、周囲にはマスコミが押し寄せるようになる。それから逃れるために行方をくらまし、卒業してフィンランドへ旅立つ凛夏の見送りにも姿を見せなかった。そして新学年になると、響の退学が伝えられる。一方、凛夏の下宿先で過ごしていた響は、退学によりマスコミ報道が自粛されるようになったことを聞くと、その日のうちに日本に戻り復学。マスコミも響に接触するわけにも行かず、手玉にとられる結末となった。

### 第11巻 - 第13巻：文芸新雑誌「雛菊」創刊
響は、外国の小説を原語で読むためにイギリスへの留学を決意する。一方、小論社では花井を編集長として9月に文芸新雑誌を創刊することになる。その条件は響の新連載を始めることであった。新雑誌創刊の話を聞いた響は、海底都市で育った女の子が地上に出てきた話を書きたいというが、花井はいったんは、響に受験に専念してもらいたいからと、響が『お伽の庭』以前に中学3年生のときに書いた小説『ティンカーベル』を連載させて欲しいと頼む。しかしその後、絶対に受験に合格することを条件に海底都市の話の連載を依頼し、純文学の新雑誌創刊に参加したい響も受諾する。
ところが、新作の執筆に集中する響の前に人気漫画家・鏑木紫が現れ、『お伽の庭』の漫画版の連載許可を迫り、響と殴り合いになる。鏑木は担当編集の幾田を通じて『お伽の庭』の漫画版の連載の話を、響に無断で進める。さらに、『お伽の庭』漫画連載の話を聞いてアニメ化されると思い込んだアイドルグループ「檸檬畑48」のメンバー・高梨琴子が、響に主人公役の声優にキャスティングを依頼するが、漫画連載のことなど知らないという響に腹を立てて背中を蹴りとばす。しかし、響はそれらを相手にせず新作『青の城』の執筆に専念する。
その後、創刊号の原稿締め切りが迫る「雛菊」編集部に原稿がFAXで届く。響は花井に、鏑木や高梨にやられた分やり返すことを告げる。まず、番組収録中のスタジオで高梨を殴り倒す。その後、花井に会った響は、感激した花井に抱きしめられ「『青の城』本当に本当にすっごく面白かった！」と絶賛される。漫画版の原稿を入手した響は鏑木の自宅に行き、この作品は面白いと認めつつ、「喧嘩でケリをつけましょう。あなたが勝ったらこの原稿は返すし、連載もお好きにどうぞ。私が勝ったらこれはこの場で灰にする」と告げ、壮絶な格闘が始まる。体格・パワーで劣る響は様々な武器を用いて戦うが、鏑木にマウントを取られて首を絞められ、万事休したかに見えた。しかし、ポケットに隠し持っていたスタンガンで鏑木を失神させて勝利し、漫画原稿を燃やす。
ところが、書店で「雛菊」の横に並んでいる「週刊少年スキップ」に漫画『お伽の庭』が掲載されているのを見た響が鏑木に電話すると、コピーを使ったと言う。「原稿燃やすっつー約束は守ったろ」と開き直る鏑木に呆れる響は、さらに「それとも次は連載権かけて喧嘩するか？ 次は一切油断しない」と言う鏑木に、「めんどくさい。もういい。好きにして」と投げやりに応える。
一方、創刊号のため通常の純文誌の3倍の3万部を刷った「雛菊」は、各書店売り切れ続出により、1万部増刷が決まり、花井をはじめ編集部内は大いに盛り上がる。

### 第13巻：卒業、そしてイギリスへ
文化祭も終えて、イギリス留学のためにアイエルツの試験を受けた響は、イギリスの大学に行くための「公立カレッジ」への入学に必要な総合評価5.5以上を上回る「6.0」を得て、イギリス行きを確定させた。あとは卒業式を待つだけとなった響に、元・生徒会長の塚本真希が、卒業式で答辞を読んで欲しいと依頼する。卒業生みんなにとって響と同じ学校にいたことは自慢で誇りであり、響に答辞を読んでもらうことでみんなにとって最高の卒業式にしたいと熱く訴える塚本には好感を覚えるが、面倒だからとその後も断り続け、ついに卒業式当日には雲隠れする。そして、暇だからと文芸部の部室に籠る響を、1年生部員の安達悠音と小池望唯がこのまま見逃すのはヤバいと二人で響を抱えて無理やり式場へ連れて行く。響の登場に盛り上がる生徒たちを前に観念して壇上に上がり、いったんは話をしかけるが、こういう式典の話は好きじゃないと、代わりに塚本に向かって「私は明日からイギリスで暮らす。今は明日が楽しみで仕方ない。先のことしか考えられないの」と答辞に代えて語る。最後に皆に向かって、心がこもってなくて悪いんだけどと前置きして「3年間ありがとう」と締めくくって卒業式を終える。
渡英した響は大学生のシャーロッテ・ブラント、ヴィヴィアン・クーパーとの同居を開始する。その夜、ヴィヴィアンのロックバンドのライブにシャーロッテに連れられて行った響は、バンドの演奏と歌はすごく良かったとは言うものの、歌詞はセンスがなく聞けたものじゃないと批判し、作詞者のヴィヴィアンを怒らせる。しかし、響がライブ演奏中に書いた歌詞を見せると、ヴィヴィアンを初めバンド仲間もシャーロッテも絶句する。そして、「アクイ」がファーストネームだと思っていたシャーロッテは、日本で最大の文学賞を15歳でダブル受賞して話題になっていた少女がいたことを思い出し、改めてファーストネームを尋ねると、響は「響」と答える。

## 登場人物
年齢は初登場時のもの。

### 主人公
鮎喰 響（あくい ひびき）
演 - 平手友梨奈
類い稀な文才を持つ15歳の少女。読書好きで、月に20 - 30冊の小説を読む。感性が一般的なものとかけ離れており、歯に衣着せぬ物言いや冗談の通じない性格、自分の考えたことを思いとどまることなく実行する行動から、周囲とは衝突しやすい。
第1話で高校に入学。生真面目な公務員の父親と能天気な専業主婦の母親とともに、神奈川県の一軒家に住んでおり、県外の大学に進学している兄がいる。学業の成績は学年でもトップクラス。2年生時の身体測定では身長154センチメートル、体重42キログラムとなっている。運動は苦手だが喧嘩は強い。
教室では周囲とかかわろうとせずクラスメイトとの関係は希薄だが、本人なりにクラスメイトとの絆を感じており、友人という思いを抱いている。また同性からは立ち振る舞いを「かっこいい」と思われており、女子生徒間での人気は高い。その反面で涼太郎に想いを寄せる女子生徒から嫉妬も受けている。
中学の終わりに小説『お伽の庭』を執筆し、「木蓮」新人賞に応募。新人賞を受賞し、同作で史上初の芥川賞・直木賞の同時受賞をする。史上最年少受賞に加え、受賞会見で暴行騒動をおこして世間の注目を集め社会現象となる。プロフィールは一切公表していなかったが、高校文芸コンクールでの騒動で身元がばれる。
卒業後、イギリスに留学する。
花井 ふみ（はない ふみ）
演 - 北川景子
「木蓮」編集部の編集者。25歳。文芸の時代を創ることを志しており、響にその夢を託し奔走する。響の常識はずれの行動に振り回されながらも支え続け、その精力的な仕事振りと芥川賞・直木賞の受賞会見での行動から「若いが有能な編集者」と有名になる。
文芸新雑誌「雛菊」の編集長に就任する。

### 北瀬戸高校

#### 文芸部
祖父江 凛夏（そぶえ りか）
演 - アヤカ・ウィルソン
部長。響にとっては文芸部の先輩であり親友。第13話によるとフルネームは「祖父江sofia凜夏」。
日本を代表する小説家・祖父江秋人の娘。フィンランド人の母とのハーフで、金髪で小麦色の肌だが、染めているわけではなく天然。
一見軽そうに見えるが内面は非常に理知的で、他人の思惑や空気を読むことに長ける。
気持ちを表には出さずに、自分を殺して場の雰囲気を壊さぬよう振る舞うことが多い。そのため誰とでも親しくできるが、本心を晒せるような友人はいない。しかし自分と正反対に振る舞う響に惹かれ、響に対してだけは素のままの自分を見せるようになる。
父親の影響で幼いころから小説家になることを目指しており、小説『四季降る塔』で作家デビューする。だが、父親を始めとした周囲の評価は「同世代ではずば抜けている」程度であり、新人賞を通過出来るのか分からないと評されている。響との才能の差に苦しみもしたが、そのことを受け入れ、自分の作品を見つめなおすようになる。
卒業後は母の故郷であるフィンランドの大学に留学する。
椿 涼太郎（つばき りょうたろう）
演 - 板垣瑞生
響の幼馴染で同級生。実家は響の家の隣にある喫茶店「メルヘン」で、時間のある時に店員として手伝っている。
眉目秀麗、頭脳明晰、スポーツ万能な優等生。一方で異常ともいえる好意を隠すことなく響に寄せ、「保護者ヅラしないで」と言われている。かなり偏執的ではあるものの常に響の味方であり、基本的に彼女を想って行動する。
響がその才能を活かし、作家として生きることが彼女の幸せに結びつかないのではないかという漠然とした不安を抱いており、彼女には普通の女の子でいてもらいたいと思っている。そのため、響の才能を知りながらも目を逸らしているかのような言動や小説家という存在から遠ざけるような言動をする。
響が世界で活動することを見越して国際弁護士を目指す。
関口 花代子（せきぐち かよこ）
響の同級生。ラノベファンで、特にヴァンパイア物が好き。性格は引っ込み思案で少々バカっぽい。自然体で堂々と生きている響に惹かれて入部。
顔立ちは普通だが、172センチメートルの長身でグラマラス体型をしている。当初は隆也のことを恐れていたが、恋人未満友達以上の関係になる。
自分でも小説を書いているが文才はなく、「NF文庫」の新人賞に応募するものの一次審査で落選する。響やふみにアドバイスをもらい書いていたが、響がアドバイスのつもりで書いたヴァンパイア小説にはまってしまい、それを好奇心から勝手に新人賞に自分の名前で応募したところその作品が大賞に選ばれてしまい、騒動に発展することになる。
凜夏と塩崎の引退後、文芸部の新部長となる。
塩崎 隆也（しおざき たかや）
演 - 笠松将
響の先輩。身長185センチメートルの大柄な体格をした強面の不良だが、実は常識的な人間。
不良仲間たちと文芸部を溜まり場にしていた。入部しに来た響を殺すと脅し帰そうとするが、殺し合いだと受け取った響に指を折られる。その後、響に勧誘され、意趣返しに彼女を脅かすも逆に彼女の度胸に屈して文芸部に再入部した。
言動は粗暴だが人の心情の機微に聡く、後輩たちの面倒見は良い。凛夏には頭が上がらないが、その内面をよく理解している。響の過激な行動や話術に圧倒されてやり込められている場面が多いが、花代子に絡んでいたナンパ男たちを叩きのめすほどの喧嘩の強さと男気を持っている。花代子にベタ惚れするようになる。
かつては自分が特別な何かになる、という漠然とした自信をもち周りを見下していた。文芸部で本物の天才である響と時間を過ごす中で自身の平凡さを知る。建築の勉強をするという目的で大学進学を希望して受験勉強に勤しみ、東京の大学に進学を決めた。
柊 咲希（ひいらぎ さき）
響の後輩。響と似て孤立しがちな性格で、自我が強く口より手が先に動く。周囲からは「おかっぱちゃん」と呼ばれている。
文芸好きで、芥川賞・直木賞候補になる前から『お伽の庭』の大ファンだった。響が嗣郎を絞め殺そうとしてるのを見て、さらに響の名前から「響」だと気付く。ミステリー物の小説を書いており、小説家になりたいと願い響の紹介で花井から本格的にアドバイスをもらっている。
響と涼太郎、花代子の引退後、文芸部の新部長となる。
宇佐見 典子（うさみ のりこ）
響の後輩。やたらとテンションの高い騒がしい性格でムードメーカー。小説好きで祖父江秋人の大ファンで凛夏にも憧れている。当初は世間で流れている「響はいない説」を信じていたが、合宿で響の書いた小説を読んで由良と共に彼女が「響」だと知る。
意外な文才があり、「典子日記」で高校文芸コンクールで入選する。
由良 かなえ（ゆら かなえ）
響の後輩。クラスで隣の席になった典子と意気投合し、一緒にはしゃいでいる。典子とともに文芸部のムードメーカーである。『お伽の庭』を読んで小説にハマる。
西嶋 嗣郎（にしじま しろう）
響の後輩。中学まではサッカー部。文芸部を溜まり場にしようと入部したが、響に締められる。その後は大人しくなり、文芸部の中では比較的常識人である。
安達悠音（あだち ひろと）
城北中学校出身。1年2組。好きな作家としてヘミングウェイ、ツルゲーネフ、ヘッセと共に響の名を挙げている。響の『お伽の庭』がきっかけで響がいた文芸部に入部を希望する。文芸部の方では新入部員の入部を断っていたがしつこく頼んで認めてもらった。女性から人気が高く中学時代は「図書館王子」というあだ名で呼ばれていた。
小池望唯（こいけ みゆ）
兵庫県出身。高槻中学出身。響が北瀬戸高校に在学していたことを知らなかった。安達に便乗する形で文芸部へ入部。
黒島 智（くろしま さとし）
顧問。担当教科は倫理。文芸に興味はなく、廃部になればよいとさえ思っている。凛夏曰く「ビックリするほどクズ」。
タバコを吸いに行った印刷室で響に遭遇し、退部させてやろうと絡んだが返り討ちに遭う。響に影響され隆也が真面目に勉強し進学を決めた姿を見て、生徒に向かい合わず指導を放棄していた自身を悔いるようになった。

#### その他
福沢（ふくざわ）
女性教諭。響の1年次の担任。周囲と積極的に関わることが少ない響を人に話しかける勇気がなく孤立していると捉え、文化祭をクラスメイトと周り打ち解けるよう勧めたが、拒否された。しかしそのことで響なりの周囲との関わり方を理解し、そのまま見守るべきだと思うようになる。響が『お伽の庭』の作者であることは当初から知っていた。
笹木
響の2年次のクラスメイト。修学旅行で響と同じグループになる。涼太郎が好きで響に涼太郎との橋渡しを頼んだが、相手にされなかった。それでも諦めず一ツ橋テレビに向かう響を尾行した結果、テレビ局襲撃に巻き込まれる。
塚本 真希
3年4組の生徒。元・生徒会長。卒業生全員の思い出のために、響に卒業式の答辞を依頼する。

### メディア

#### 小論社
神田（かんだ）
演 - 高嶋政伸
「木蓮」編集部編集長。ニコニコと笑顔を絶やさないが、花井ら編集部員の意見を無視して物事を推し進める独善的な人物。「文芸は芸術であり、重要なのは売れることではなく存在し続けること」というスタンスで、花井からは「死ぬほどやる気がない」と軽蔑されている。花井は彼に対する不満から響と出会うまで最短で編集長になるという目的を持つようになる。
大坪（おおつぼ）
演 - 黒田大輔
「木蓮」編集部員。花井の先輩に当たる。文芸復活を目指す花井のよき理解者。鬼島や吉野を担当している。
新雑誌「雛菊」創刊に際し「雛菊」編集部に異動、花井の部下になる。
巻田（まきた）
「木蓮」編集部員。大坪の先輩に当たる。
「最低限のルールも守れない相手と仕事は出来ない」という理由で、送られてきた『お伽の庭』の原稿を読みもせずに破棄しようとした。
野中（のなか）
「木蓮」編集部員。
ナベさん
「木蓮」編集部員。本名不詳。西ヶ谷の担当編集。
海老原 奏子（えびはら そうこ）
「雛菊」編集部員。元は文芸の営業担当。
幾田（いくた）
「週刊少年スキップ」編集部員。鏑木 紫の担当編集。花井とは同期。

#### 一ツ橋テレビ
津久井（つくい）
プロデューサー。ドラマ部門で数々のヒット作を手掛けた敏腕プロデューサーとして業界でも有名だったが、昨年自分から志願してアニメ部に異動。アニメであっても本物であればテレビの中心になれると考えており、テレビ業界の構造改革を目指している。
『漆黒のヴァンパイアと眠る月』のアニメ化にあたり作者をスター化しようと計画。響を一目で『漆黒のヴァンパイアと眠る月』の作者であることを見抜き、響という名前・文体から『お伽の庭』の作者と疑いを持ち、喫茶店で花井と一緒にいる彼女を目撃して確信する。
響の許可を取らず強引にドキュメンタリー番組の企画を進めていたが、番組収録中に響に殴りこまれ、収録中止に追い込まれる。その責任を取り懲戒処分を受ける。
吉高（よしたか）
ドラマ制作部。七瀬の上司であり、七瀬の津久井に対する無礼な言動のせいで津久井に責められる。
七瀬（ななせ）
ドラマ制作部。他人を肩書きで判断しており、アニメ制作部である津久井に対する非礼な言動で彼を激怒させる。その後は『漆黒のヴァンパイアと眠る月』の作者スター化計画の一環で響のドキュメンタリー作りに利用される。
藤野（ふじの）
編成局第二制作部。津久井、清田の上司。
自分の若いころの感覚で仕事をしており、清田に「視聴率30%を取れる企画を立案しろ」という指示を出すが、彼に時代錯誤な指示であることを指摘されて言い負かされる。

#### その他
月島 初子（つきしま はつこ）
「NF文庫」編集部員。29歳。花代子が応募した『漆黒のヴァンパイアと眠る月』の担当。真の作者が響であることを知らず、作者は花代子だと信じていたため、問題とは気づかずにアニメ化の計画を進めていく。

### 文壇
祖父江 秋人（そぶえ あきひと）
演 - 吉田栄作
小説家。50歳。29歳の時にデビュー作で芥川賞を受賞。代表作は世界で1500万部を売り上げており、日本を代表する純文学作家として知られる。凛夏の父親。
人付き合いは苦手で、文壇とは距離を置いており、メディアへの露出もほとんどない。
大学を中退後にベルギーに渡航し、ヨーロッパ各地を放浪した。26歳の時にフィンランドでカフェを開店、その約1年後に凜夏の母と結婚した。37歳の時に家族と共に日本に帰国して専業小説家となる。
鬼島 仁（きじま ひとし）
演 - 北村有起哉
小説家。42歳。身長180センチメートル。28歳の時、「木蓮」新人賞を受賞。3作目『雪見て』で志賀文芸賞を受賞。5作目『花枯れ国朽ち』で芥川賞を受賞。26作品の累計販売部数は190万部を超え、テレビなどメディアへの露出も多い有名作家だが、芥川賞受賞以降、作家としてのモチベーションを失っている。プライドが高いため、メディア露出を嫌う祖父江秋人が純文学の代表と語られることから逆恨みしている。
秋人への逆恨みから凛夏に絡んでいたところを響に蹴り倒され、さらに「昔売れてた小説家」と評される。平静に振る舞いつつも内心激怒していたが、『お伽の庭』を読んで響の才能に打ちのめされ、自身の才能の枯渇を認めた。初対面こそ最悪であったが、関係性はそこそこ良くなる。
吉野 桔梗（よしの ききょう）
小説家。39歳。25歳の時に白樺新人賞を受賞し、32歳の時には芥川賞を受賞。新人作家から「恋愛小説の神」と呼ばれている。良識ある大人の女性。長身で、「ゴリラ」「バケモノ」と揶揄されたりするいかつい風貌。本人はコンプレックスではあるが受け入れて諦観している。
凛夏とは旧知だが、秋人に好意を寄せていることを初対面で見抜かれ、以来敵視されている。直接顔を合わせるとお互い喧嘩腰になってしまうが、「敵視している」=「吉野を女性とみなしている」ということであるため、それゆえに吉野は凛夏を嫌ってはいない。凛夏も吉野のことをオバサン呼ばわりしてはいるが、良い人であるということは理解している。響のことは気に入っており、「木蓮」新人賞授賞式のゴスロリファッションは彼女が買い与えたもの。
中原 愛佳（なかはら あいか）
ライター兼小説家。30歳。28歳の時に『蓮華郷』で文芸誌の新人賞を受賞してデビュー。売れる作品は書けないが、「隠れた名作」を書けるタイプの作家で響からも認められている。
『蓮華郷』『午後の邂逅』2作を出版するも売り上げは不振で、小説家を続けるか悩んでいたところ、たまたま凛夏ら文芸部が発行した部誌を手に取り響達に出会う。響を「本物の才能」と感じ、筆を折ることを決意する。引退後はベーカリーショップに勤務。響とは交流が続いており、一緒に本屋に出かけたりしている。
山岡 歩々（やまおか あゆゆ）
演‐黒川芽以
小説家兼ファーストフード店員。31歳。28歳の時、『胡蝶夢想』で創文新人賞を受賞。「木蓮」新人賞の一次審査を担当した若手作家の一人。言動が少々子供っぽいところがある。『お伽の庭』を「常識がひっくり返される」「生き方の正解を教えられたよう」と評し、他作品を全て一次選考で落とそうとまでして担当編集者に叱られた。
「雛菊」に新作『エキゾチックキノコ』が掲載される。
西ヶ谷 コウ（にしがや コウ）
演‐内田慈
小説家兼OL。32歳。25歳の時、『紫煙』で黎明新人賞を受賞。「木蓮」新人賞の二次審査を担当した若手作家の一人。元ヤン。担当編集者からは「エゴの塊みたいな女」と評されるが、『お伽の庭』を読んで思わず「こんな才能初めて見た」と吐露する。
「雛菊」に新作『トゥインクルストロベリー』が掲載される。
橘 鶴子
演‐山村紅葉
「木蓮」新人賞の最終審査を担当した小説家の一人。43歳。国語の教科書に作品が載っているほどの有名作家。眼つきが鋭い女性。
吉田 桐彦
「木蓮」新人賞の最終審査を担当した小説家の一人。55歳。国語の教科書に作品が載っているほどの有名作家。白髪の紳士。
田中 康平
演 - 柳楽優弥
フリーター兼小説家。28歳。身長185センチメートル。自信家で世の中を斜視しており、その性格ゆえに職を転々としている。
響と同時に「木蓮」新人賞を受賞。『お伽の庭』を読んでいなかったので周囲の響と自分に対する対応の差を理解出来ず、響のことを「話題作り」と解釈して嫌悪感を覚え喧嘩を売る。結果授賞式壇上で響にパイプ椅子で殴り倒され授賞式途中で退場を余儀無くされ、さらに追いかけてきた響と電車内でやり合うが圧倒される。
『お伽の庭』を読み終えた後は素直に感動し、響の元を訪れその感想を伝え、勝手にライバル宣言をする。発言が芝居掛かっていたこともあり、響とは微妙に会話が成立していなかった。
豊増 幸（とよます みゆき）
小説家。35歳のシングルマザーでハナというしっかり者の娘がいる。『屍と花』で『お伽の庭』と同時に芥川賞を受賞する。
山本 春平（やまもと しゅんぺい）
演 - 小栗旬
小説家兼フリーター。33歳。デビュー作で芥川賞にノミネートされ、以後も最終選考常連となるが受賞からはことごとく外される。
『お伽の庭』と同時にノミネートされた『豚小屋の豚』を最後のチャンスと定めたが、受賞はかなわず自殺しようとした。しかし、その直前に響と出会い、その言葉と行動を受けて思いとどまる。
翌年に『百年前の一目惚れ』で芥川賞受賞を果たす。
「雛菊」に新作『どぶ川で平泳ぎ』が掲載される。
猪又 コウジ（いのまた コウジ）
小説家兼ミュージシャン。デビュー作『火の川』で芥川賞を受賞する。

### その他
霧雨 アメ（きりう アメ）
イラストレーター兼同人作家。業界トップクラスのイラストレーター。特に『異世界建国ライフ』『ラブラブライク』などで連続ヒットを飛ばす。本名は「村井」。
『漆黒のヴァンパイアと眠る月』のイラストを担当。当初は特別新人賞だからと手抜きをし、小説を読まずにイメージとかけ離れたラフ画をあげて、小説をでたらめに弄ったと響を激怒させる。作品に真摯に向き合わない態度を悪であると真正面からぶつかる響に心動かされ、リテイクに応じた。
子安 紡（こやす つむぐ）
小説家。『異世界建国ライフ』でNF文庫新人賞を受賞。デビュー作がそのままシリーズ累計200万部を超え、NF文庫のシリーズ内では部数トップである。
いつしかかつて自身が軽蔑したような向上心を失った作家になっていたが、響の顔面パンチと『漆黒のヴァンパイアと眠る月』に衝撃を受け、かつての志を取り戻す。
藤代 琴子（ふじしろ ことこ）
聖メアリー女学院3年生。文芸部部長。プライドが高く気が強い。
2年連続で高校文芸コンクールで最優秀賞を受賞し、3年連続での受賞を目指していたが、響が応募したため優秀賞に留まる。
加賀美 祥吾（かがみ しょうご）
民自党所属の国会議員・文部科学大臣。
総理の辞職に伴い行われた総裁選に出馬。高校文芸コンクールで最優秀賞を受賞したのが「響」であるらしいと聞き、話題作りに利用しようとしたが、授賞式の壇上で響に殴り倒される。しかししたたかな振る舞いでそのことを話題作りにすることに成功し、総裁選で勝利する。
鏑木 紫（かぶらぎ ゆかり）
漫画家。『カナタの刀』が2000万部を誇る人気漫画家。響に無断で『お伽の庭』の漫画版連載の話を進める。
高梨 琴子（たかなし ことこ）
アイドルグループ「檸檬畑48」のメンバー。津久井からは「向上心の権化みたいな子」と評される。津久井に踊らされて『お伽の庭』がアニメ化されると思い込み、響に主人公役の声優にキャスティングしてもらうよう要求するが相手にされず、腹いせに蹴りを入れて捨て台詞とともに立ち去る。その時は響が新作のことに集中していたため何事もなかったが、後日番組収録中に響に殴られる。話題作りのためこのことを積極的に世間に公表することを番組スタッフに要求し、「響ちゃんとはこぶしで語り合う関係」ということで押し通した。
シャーロッテ・ブラント
イギリスで響と同居する大学生。22歳。大学では社会学部に通っている。
ヴィヴィアン・クーパー
イギリスで響と同居する大学生。18歳。ロックバンドのヴォーカルと作詞を担当している。

## 作中の作品

### 響の作品
『お伽の庭』
中学の終わりに執筆し、木蓮の新人賞に応募した作品。山あいの寒村を舞台に、その中での世界観と死生観を描いた作品。
気持ちのいい文体に、架空の世界に生活の匂いが作れる描写力で風俗や文化を感じさせる世界を作り上げている。
純文学の芥川賞・大衆小説の直木賞を同時受賞し社会現象となる。発行部数は響の高校3年生・4月時点で単行本400万部、文庫本200万部の累計600万部を超える。
高校3年生の9月から鏑木紫による漫画版が「週刊少年スキップ」で連載される。
『千年楼』
高校1年生の5月に文芸部の部誌のために執筆した短編。小さな町の小さなステージに立つ16歳の踊り子の話。
凛夏はこの作品で響との大きな才能の差を感じ、中原は本物の才能と評し引退を決意した。
『漆黒のヴァンパイアと眠る月』
高校1年生の冬に執筆。350年に一度受肉し、世界に災厄を招く者を描いた作品。ラノベとして応募されたが、純文学のような文体で描かれている。
元々はヴァンパイア物が好きではなかったが花代子に触発され書き上げ、それを花代子に譲った。これにすっかりはまってしまった花代子は無断でNF文庫の新人賞に応募し、大賞を受賞してしまう。同時にアニメ化とシリーズ化の企画も動き出すことになった。
響は編集部に事情を説明し受賞を辞退したため、審査員特別賞に落ち着いた。続編は未定だと説明するが、責任を感じた花代子が自分が続きを書くと稚拙な構想を提示するのに業を煮やし、自ら続編を2冊分執筆する羽目になる。
発行部数は響の高校3年生・4月時点で1巻70万部、2巻50万部。3巻は未発売。
『11月誰そ彼』
高校2年生の秋に執筆。2時間で描ききり高校の文芸コンクールに応募した短編作品。
11月の黄昏時にいろいろな死者と出会い話をするだけで、あまりドラマティックな死の話もない。恐ろしく綺麗な文章であり、審査員たちに『お伽の庭』の作者ではないかと疑わせた。
『ティンカーベル』
『お伽の庭』以前（中学3年生の時）に執筆した処女作。ストーリーなどは特に意識せず、響が綺麗だと感じる文章を並べたという作品。
話としてあまりまとまっておらず、文体を魅せるだけの作品だが、響のセンスが詰まっており作品としてのクオリティは高い。涼太郎に読ませた後は押し入れにしまい込まれており、響自身も忘れていた。
『青の城』
高校3年生の春から夏にかけて執筆。海底都市で1人育った女の子が地上に出てきた話。新雑誌「雛菊」に連載される。
花井いわく、文体が綺麗すぎるのに『お伽の庭』と全然違う、本当にすっごく面白い作品。

### 凛夏の作品
『四季降る塔』
高校2年生の夏に執筆。1日で四季が過ぎ、外の世界では1年が過ぎる塔に1人で住む少女を描いた作品。
話題性もあり20万部のヒット作となるが、響からは「ストーリーと構成が奇麗にまとまってるだけの、ただの文章」と切り捨てられる。
『竜と冒険』
高校3年生の夏に執筆。100万年変わらない世界を竜と少女が旅をする話。
自分が描きたかったものとは別物になってしまった1作目の反省を踏まえ、原点に立ち返りただ好きなものをカッコよく書いてみた、という作品。響は今までの凛夏の作品で一番面白いと評した。

## 書誌情報
- 柳本光晴 『響 〜小説家になる方法〜』 小学館〈ビッグコミックス〉、全13巻
  1. 2015年2月27日発売[5]、ISBN 978-4-09-186769-8
  2. 2015年7月30日発売[6]、ISBN 978-4-09-187148-0
  3. 2015年12月28日発売[7]、ISBN 978-4-09-187368-2
  4. 2016年6月30日発売[8]、ISBN 978-4-09-187646-1
  5. 2016年11月30日発売[9]、ISBN 978-4-09-189244-7
  6. 2017年4月12日発売[10]、ISBN 978-4-09-189490-8
  7. 2017年8月10日発売[11]、ISBN 978-4-09-189620-9
  8. 2017年12月27日発売[12]、ISBN 978-4-09-189707-7
  9. 2018年4月27日発売[13]、ISBN 978-4-09-189864-7
  10. 2018年8月30日発売[14]、ISBN 978-4-09-860067-0
  11. 2019年1月30日発売[15]、ISBN 978-4-09-860209-4
  12. 2019年6月28日発売[16]、ISBN 978-4-09-860323-7
  13. 2019年11月29日発売[17]、ISBN 978-4-09-860448-7

## 映画
2018年9月14日、『響 -HIBIKI-』のタイトルで実写映画が公開された。主演は欅坂46の平手友梨奈で、本作品が映画初出演にして初主演となる。監督は『君の膵臓をたべたい』の月川翔。

### キャスト
- 鮎喰響 - 平手友梨奈
- 祖父江凛夏 - アヤカ・ウィルソン
- 神田正則 - 高嶋政伸
- 田中康平 - 柳楽優弥
- 鬼島仁 - 北村有起哉
- 矢野浩明 - 野間口徹
- 藤野弘 - 小松和重
- 大坪正人 - 黒田大輔
- 椿涼太郎 - 板垣瑞生
- 祖父江秋人 - 吉田栄作
- 山本春平 - 小栗旬
- 花井ふみ - 北川景子

### スタッフ
- 原作 - 柳本光晴『響 〜小説家になる方法〜』（小学館「ビッグコミックスペリオール」）
- 監督 - 月川翔
- 脚本 - 西田征史
- 音楽 - 伊藤ゴロー
- 製作 - 市川南、竹中幸平
- スーパーバイザー - 秋元康
- エグゼクティブプロデューサー - 山内章弘
- プロデュース - 佐藤善宏
- プロデューサー - 神戸明
- 企画 - 小野田壮吉
- プロダクション統括 - 佐藤毅
- ラインプロデューサー - 阿久根裕行
- 劇中曲 - 小島裕規
- 撮影 - 鍋島淳裕
- 照明 - かげつよし
- 美術 - 五辻圭
- 録音 - 柳屋文彦
- 編集 - 穂垣順之助
- 装飾 - 田中博
- VFXスーパーバイザー - 山口聡
- 衣装 - 新崎みのり
- ヘアメイク - 百瀬広美
- スクリプター - 菅谷雪乃
- キャスティング - 杉野剛
- 助監督 - 後藤孝太郎
- 製作担当 - 清水貴紀
- アクションコーディネーター - 吉田浩之
- 音楽プロデューサー - 北原京子
- 宣伝プロデューサー - 中村由佳
- 配給 - 東宝
- 製作プロダクション - 東宝映画
- 製作 - 映画「響 -HIBIKI-」製作委員会（東宝、ソニー・ミュージックエンタテインメント、小学館、電通、ジェイアール東日本企画、Seed & Flower、Y&N Brothers、KDDI、S・D・P、ひかりTV、GYAO、LINE、ニッポン放送）

### 主題歌
平手友梨奈「角を曲がる」（ソニー・ミュージックレコーズ）
作詞：秋元康、作曲：ナスカ、編曲：the Third

### 受賞歴
- 第42回日本アカデミー賞[23]
  - 新人俳優賞 - 平手友梨奈
- 第31回日刊スポーツ映画大賞・石原裕次郎賞[24]
  - 新人賞 - 平手友梨奈

### 関連商品
映像ソフト
| リリース日   | タイトル   | レーベル | 規格品番   | 形態・備考     |
| ------------ | ---------- | -------- | ---------- | -------------- |
| 2019年3月6日 | 響-HIBIKI- | 東宝     | SBR-29059D | Blu-ray 豪華版 |
| 2019年3月6日 | 響-HIBIKI- | 東宝     | SDV-29060D | DVD 豪華版     |
| 2019年3月6日 | 響-HIBIKI- | 東宝     | SDV-29061D | DVD 通常版     |

ノベライズ
- 小説 響 HIBIKI（原作：柳本光晴、脚本：西田征史、著：豊田美加、小学館文庫、2018年8月7日発売、ISBN 978-4-09-406547-3）
- 響-HIBIKI-（原作：柳本光晴、脚本：西田征史、著：時海結以、小学館ジュニア文庫、2018年8月24日発売、ISBN 978-4-09-231253-1）